# Marián Miezga
Marián Miezga (* 31. října 1974, Bratislava) je slovenský divadelní a filmový herec, bavič a dabér.

## Život
Studoval na VŠMU v Bratislavě, působí v divadle Astorka Korzo ’90. Kromě účinkování v divadle a televizi působí i v dabingu.

## Filmografie
- 2004: S.O.S. (seriál)
- 2007: Rozhovor s nepriateľom
- 2008: Mesto tieňov
- 2008–2017: Panelák (seriál)
- 2009: Nedodržaný sľub
- 2009: Ako som prežil
- 2009: Keby bolo keby (seriál)
- 2016-dosud: Naši (seriál)